# Oreste Crescentini
Oreste Crescentini (1913 – 1971) è stato un poeta italiano.

## Biografia
Oreste Crescentini (1913-1971) vive a Rotondo, frazione del comune di Sassoferrato. Da autodidatta legge la Bibbia, la Commedia di Dante e l’Orlando Furioso. Fu minatore a Zolfo a Cabernardi dall’età di 16 anni, fino al 1953. Fu delegato sindacale e parte della commissione sindacale per conto della C.G.I.L., durante le trattative della Crisi Industriale della Montecatini, che portò alla clamorosa occupazione della Miniera da parte di oltre 300 minatori, conosciuta anche come la lotta dei Sepolti Vivi nel 1952. Emigrò in Canada nell'area di Toronto nel 1956 dove lavorò nel settore edile e poi in una fabbrica di sanitari. Tornò a Rotondo qualche mese prima di morire. 

## Opere poetiche
Cantore e improvvisatore di poesia estemporanea in ottava rima fin dalla gioventù, insieme al fratello Natale Crescentini, è considerato fra i migliori poeti della sua generazione.
Inizia a scrivere in modo più strutturato durante l’occupazione della Miniera di Zolfo Cabernardi, a cui prese parte. 
Numerose le sue corrispondenze poetiche in ottava rima intrattenute dal Canada con amici e compaesani, che rappresentano il corpus principale della sua opera.
Fra i titoli più ricordati: I Cacciatori di Rotondo, Cantiere di rimboschimento del Monte del Doglio, Come io vedo e concepisco il S. Natale, Ai miei amici, Il fagiano corazzato, All’amico Enrico Argentini, Il Papa di Camazzocchi, Ricordi di gioventú, All’amico Domenico Silvi, Risposta a Cesare Terzoni, Al compagno Camilletti, Visione della mia terra natia vista attraverso una fotografia, Lo sgabello parlante, Viaggio lunare.
All’amico Francesco Mariano, è stata particolarmente oggetto d'interesse, in quanto tratta della Polemica sull'occupazione della Miniera di Zolfo di Cabernardi, sorta in risposta ad una precedente missiva di Mariano Blasi Toccaceli.

## Fortuna nel tempo
Un'opera di Oreste Crescentini, I Cacciatori di Rotondo, è stampata in formato 3x2 metri è affissa in modo permanente nella sala sociale della frazione Rotondo di Sassoferrato.
L'opera di Oreste Crescentini, oggi ancora presente e viva nelle memorie degli abitanti della frazione appenninica, è stata riscoperta e ripubblicata dalla fine degli anni '90 attraverso le attività di ricerca e promozione culturale dell'Associazione Cristalli nella Nebbia di Pontelagoscuro e dal Comune di Ferrara.
Parte dell'opera All’amico Francesco Mariano è stata citata nell'ambito delle ricerche sull'emigrazione successiva alla chiusura della Miniera di Zolfo di Cabernardi.
Alcune delle sàtrie di Oreste Crescentini sono state pubblicate nella raccolta Poeti Contadini dell'Appennino Umbro-Marchigiano nel 2012.
Dal 2016 una parte del corpus poetico di Oreste Crescentini è stato oggetto di rappresentazioni site-specific a cura dell'Ass. Lottava Rima nella frazione di Rotondo e nel territorio di Sassoferrato e in particolare in occasione della X Giornata Nazionale delle Miniere (ISPRA - 2018).
Nel 2019 il video contenente la riproposta di alcune opere di Oreste Crescentini, con montaggio curato da Domenico Baldoni, è stato proiettato per la festa del 100º anniversario della fondazione del villaggio di Cantarino, frazione di Sassoferrato fondata dalla Montecatini.
La sàtria Il Papa di Camazzocchi ha ispirato l'evento Il Conclave per l'Elezione del Papa di Camazzocchi, primo raduno di poeti estemporanei provenienti da Lazio, Toscana e Marche in ottava rima nella frazione Rotondo di Sassoferrato a 50 anni dalla morte del poeta.